# سیارک ۲۶۵۹۱
سیارک ۲۶۵۹۱ (به انگلیسی: 26591 Robertreeves، نامگذاری:2000ET141) بیست و شش هزار و پانصد و نود و یکمین سیارک کشف شده‌است که در ۲ مارس ۲۰۰۰ کشف شد.
قدر مطلق سیارک برابر ۲۳.۴ است.